# イサラパープ駅
イサラパープ駅（イサラパープえき、タイ語：สถานีอิสรภาพ）は、タイ王国バンコク都バーンコークヤイ区にある、バンコク・メトロ（MRT）ブルーラインの駅。駅番号は「BL32」。

## 歴史
- 2019年
  - 7月29日 - ブルーライン・フワランポーン - タープラ試運転開通と同時に営業開始。
  - 9月29日 - 正式開業。

## 駅構造
イサラパープ通りの地下に位置する地下駅。地下1階がコンコース階（改札口）、地下2階にあるプラットホームは島式1面2線構造であり、フルハイトタイプのホームドアを完備している。

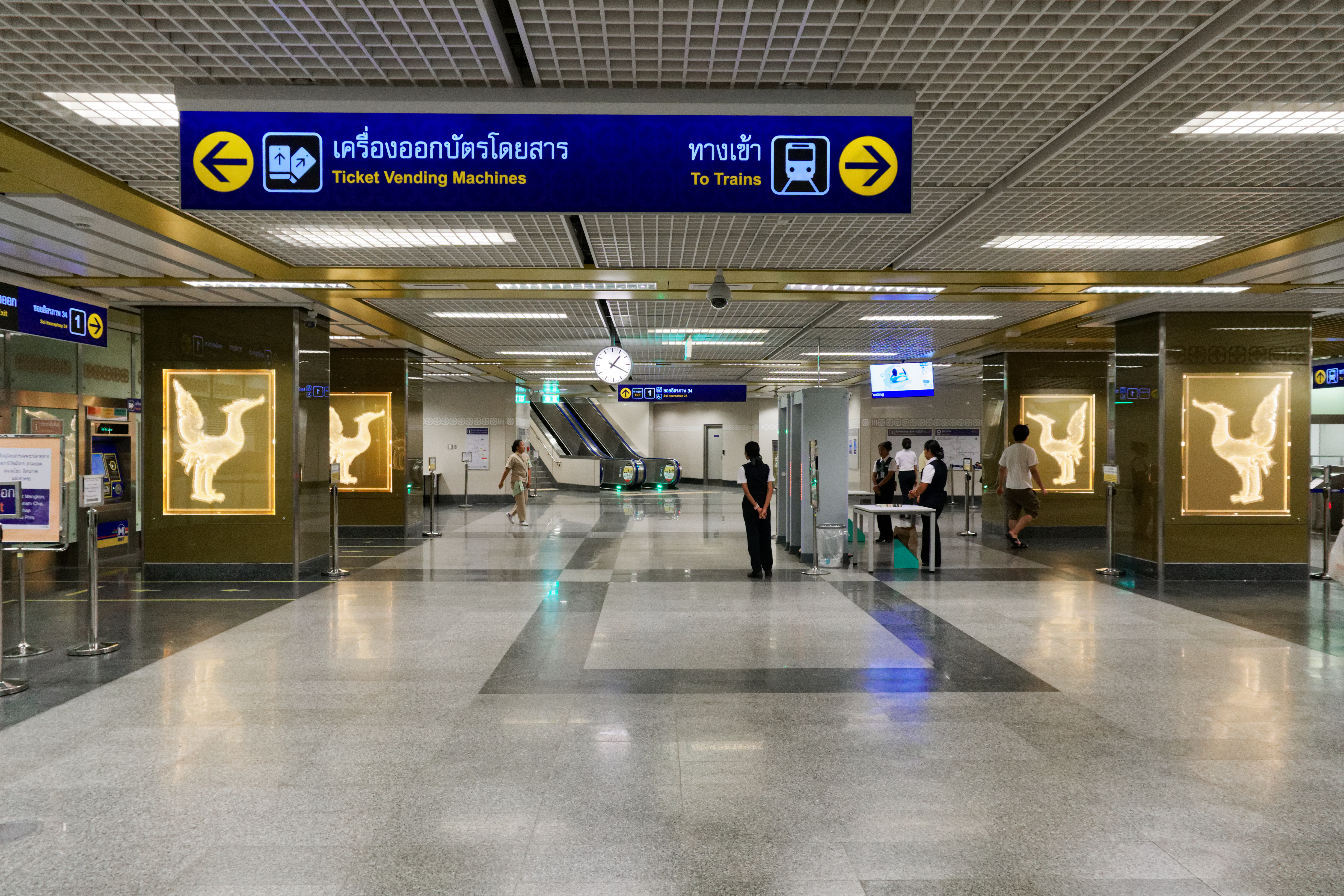
コンコース

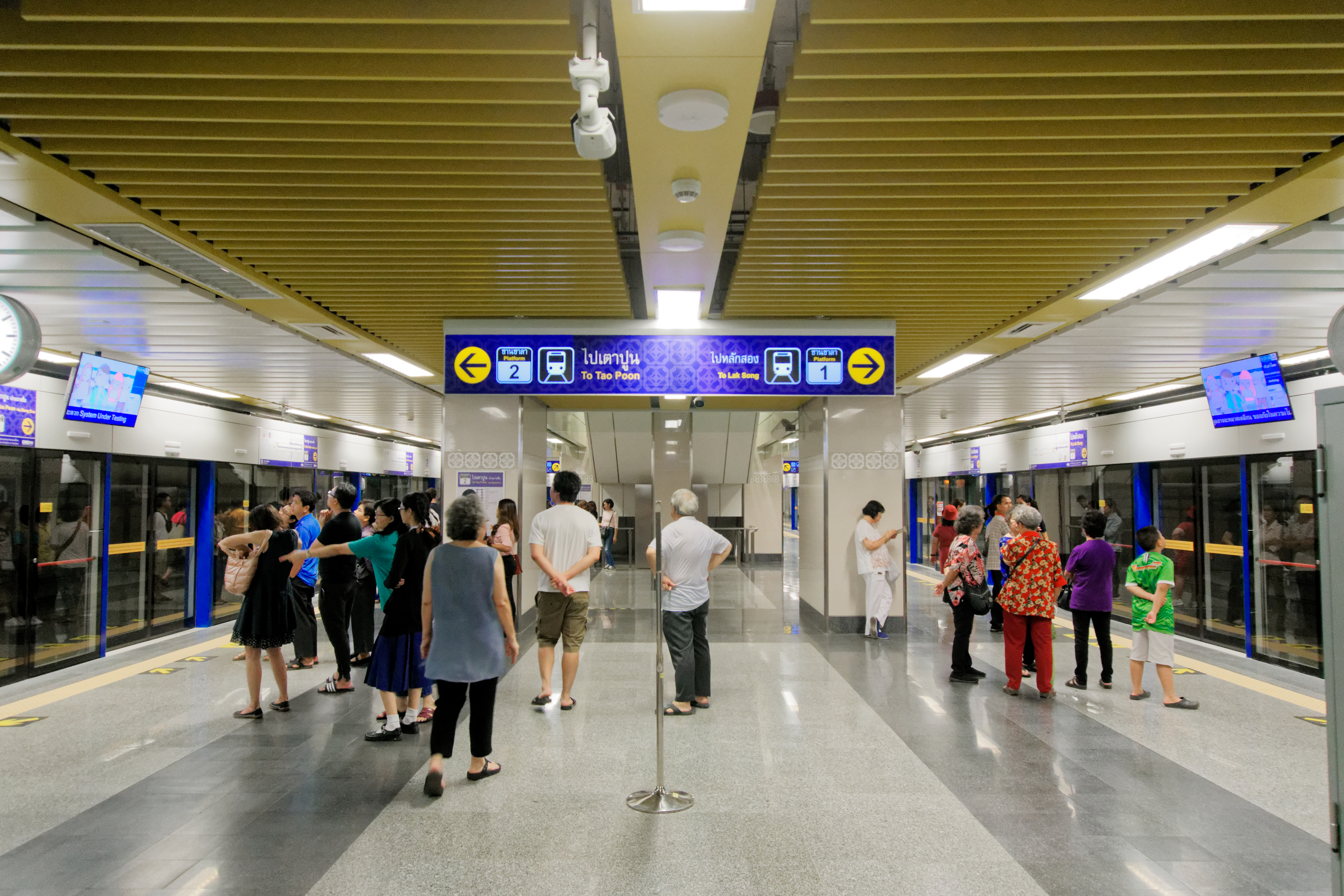
プラットホーム

駅構内の複数の柱に近隣のワット・ホンラタナーラームをイメージした、金の白鳥の装飾が施されている。この金の白鳥は幸運の運ぶ伝説の生物とされている。

### のりば
| 番線 | 路線         | 行先                                                     |
| ---- | ------------ | -------------------------------------------------------- |
| 1    | ブルーライン | タープラ・バーンワー・ラックソーン方面                   |
| 2    | ブルーライン | フワランポーン・スクムウィット・バーンスー・タープラ方面 |

## 駅周辺
- タウィーターピセーク学校（タイ語版、英語版）
- マヒドン大学医学部付属シリラート病院（タイ語版）
- マヒドン大学看護学部（タイ語版）
- チノロットウィッタヤライ学校（タイ語版）
- スクサナリ学校（タイ語版、英語版）
- サトリワットラカン学校（タイ語版）
- バーンソムデットチャオプラヤー・ラチャパット大学（タイ語版）
- トンブリー・ラーチャパット大学（タイ語版）
- ワット・ラーチャシッターラーム・ラーチャウォラウィハーン（タイ語版）
- ワット・アルンラーチャワラーラーム（ワット・アルン）
- ワット・マイピレン（タイ語版）
- ワット・ホンラタナーラーム（タイ語版、英語版）
- シリラート病院
- タイ王国海軍講堂（タイ語版）
- タイ王国海軍基地（タイ語版）

## 隣の駅
バンコク・メトロ
 ブルーライン
サナームチャイ駅 (BL31) - イサラパープ駅 (BL32) - タープラ駅 (BL01)